# ستانيسيتشي
ستانيسيتشي هـي قرية عرقية تقع بالقـرب من قرية تســمى (بييلينا بافلوفيتش)، وذلـك على بعـد 3 كليومتر من المـدينة، وتعد هذه القرية هي المالكة لمجمع يسمى بمجمع بوريسلاف ستانيسيك.

## مرافق المجمع
تم بناء المجمع في 2003.

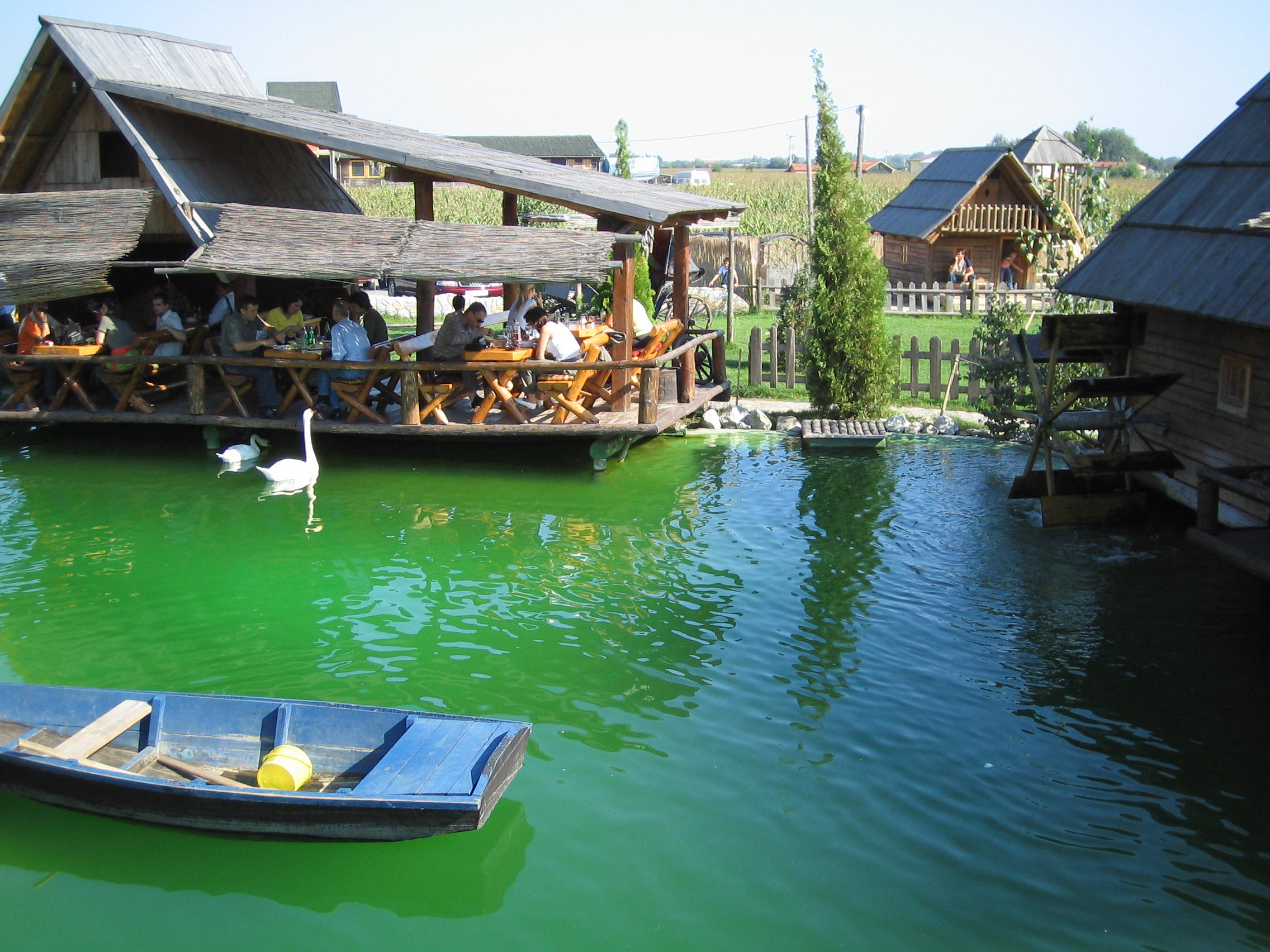
مطعم بجانب الماء

في البداية، كانت تتألف من بركة اصطناعية ومطعم ومجرى صغير، ولكن مع مرور الوقت توسعت لتشمل طاحونة مائية وظيفية، واحدة «درينا» (من 1917) وواحدة «بروك» (من 1937)، وألبان (من 1948)، وبئر حجري. حظيرة وبركة أخرى. يوجد أيضًا مطاعم مع تخصصات محلية تم إعدادها على الموقد التقليدي، والذي يقدم الدقيق المخبوز في طاحونة مائية، بالإضافة إلى المأكولات الحديثة بالإضافة لذلك الدخول إلى المجمع مجاني.

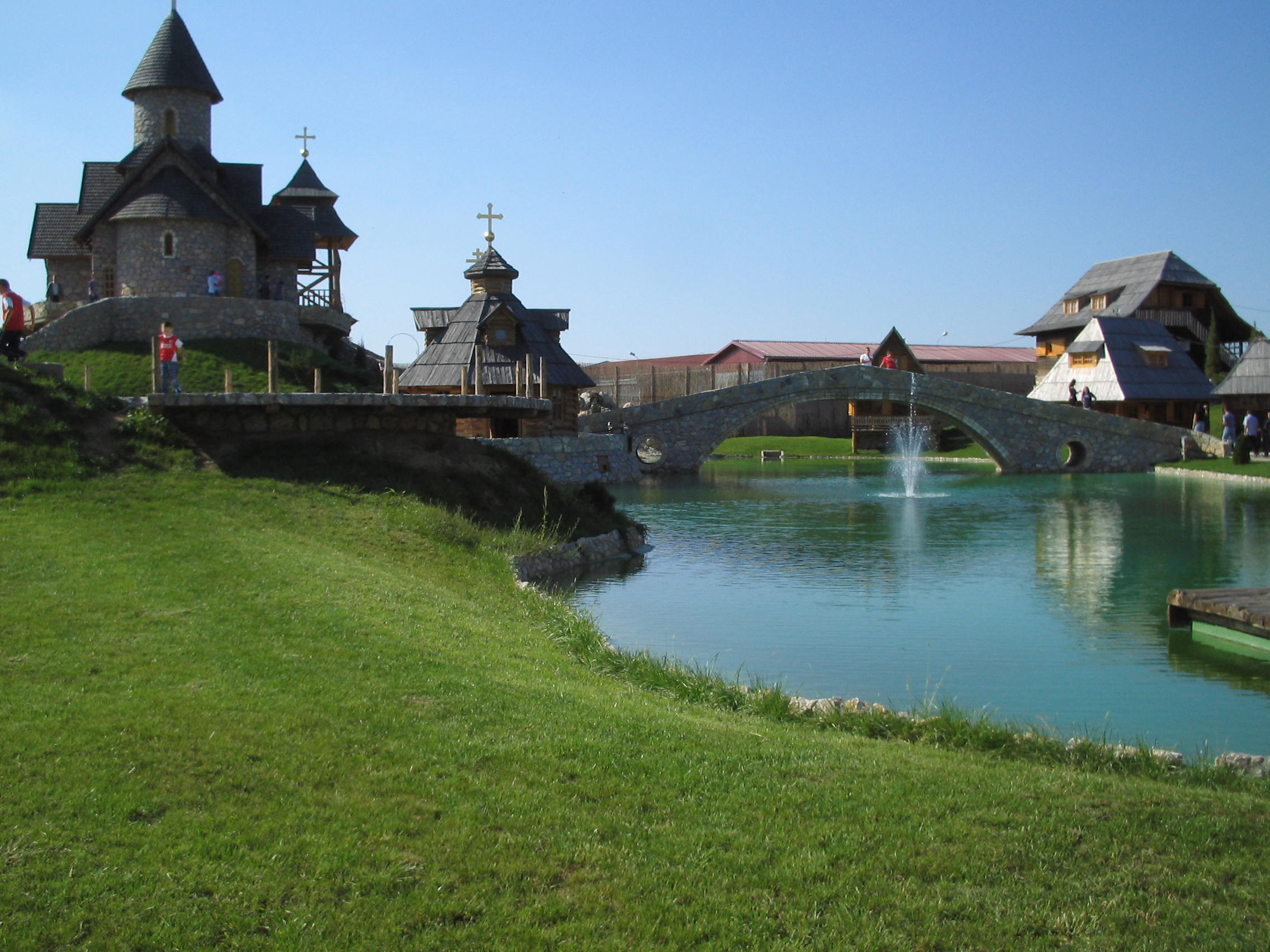
دير الأب الأقدس نيكولاس

يضم هذا المجمع أيضًا دير الأب الأقدس نيكولاس، وهو الذي كرسه الأسقف زفورنيك-توزلا السيد فاسيليي، والأسقف زاهومو-الهرسك، والسيد غريغوريجي، والأسقف الأمريكي الكندي السيد لونجين في تاريخ 22 مايو 2006. تم وضع بقايا الأب الأقدس نيكولاس والإمبراطور أوروس، بالإضافة إلى بقايا الأب الأقدس نيكولاس، في العرش وذلك بعد التكريس، ووقعت العديد من التعميدات وحفلات الزفاف في الدير.
في قرية «ستانيسيتشي» العرقية يوجد العديد من البجعات والبط، ويوجد هناك أيضًا اسطبلات صغيرة في الجوار، وتتوفر مدرسة لركوب الخيل وذلك لغرض ركوب الخيول للأطفال وتم تربية ثلاث مهور في الإسطبل.

## الأنشطة
في هذه القرية يمكنك القيام بعديد من الأنشطة مثل:
- قيادة عربة تجريف
- الصيد على قرى سمبر وعلى ضفاف نهر يسمى نهر درينا

في هذه القرية العرقية، يوجد أيضًا منزل خشبي قديم جدًا حيث يعود إلى عام 1933 . وهو يبيع الأثاث الخشبي الفريد (حوامل الكراسي، والطاولات)، والأدوات القديمة وغيرها من الهدايا التذكارية الأخرى.

## رياضة
ستانيسيتشي هي مقر نادي كرة القدم Zvijezda Brgule.

## العمليات التنموية والتوسعية في القرية
لا تزال القرية العرقية تتوسع وذلك من خلال بناء منشآت جديدة. وقد وصل بناء قاعة المؤتمرات المؤلفة من 120 مقعدًا إلى مراحلها النهائية، بالإضافة إلى إقامة العديد من المنازل القديمة التي سيتم فيها القيام بالأعمال المنزلية القديمة، مثل الغزل والنسيج والفخار، ومن المقرر أن واحد منهم يخصص لوضع حدادة النار.

## الأروقة
يوجد بها العديد من الأروقة والأماكن وهذه بعض الأماكن التي توجد بها:
1. مطاعم وشاليـهات تقع بالقرب من البحيرة
2. جسر حجري
3. طاحونة داخلية
4. منازل للطيور كما تسمى بالإنجليزية (birdhouse)
5. نزل
6. دير الأب الأقدس نيكولاس